# نیکول باس
نیکول باس یک خواننده هلندی است که در حال حاضر با راک نیشن قرارداد دارد. او اولین آلبوم استودیویی آمریکایی خود به نام Kairos را در اکتبر ۲۰۱۹ منتشر کرد. قبل از امضای قرارداد با Roc Nation، باس موسیقی‌های مختلفی را در هلند منتشر کرده بود و در سال ۲۰۱۰ برنده جایزه Grote Prijs van Nederland ("جایزه بزرگ هلند") در رده خواننده و ترانه‌سرا شد. او همچنین در برنامه‌های مسابقه آواز هلندی، X Factor وصدای هلند ظاهر شد.
نیکول باس درنیووه‌خین، هلند متولد شد و تا حدی در هاتن بزرگ شد. پدرش هلندی و مادرش آفریقایی-کوراسائویی است.